# Kitsuné Music
A Kitsuné egy francia lemezkiadó, melyet 2002-ben alapított Gildas Loaëc, Masaya Kuroki és a londoni Åbäke. A kitsune szó japán eredetű (きつね, 狐), jelentése: róka.

## Háttér
A Kitsuné-t 2002-ben alapították Párizsban. Alapítói Gildas Loaëc és  Masaya Kuroki voltak, egy londoni cég, az Åbäke mellett, melynek tagjai Patrick Lacey, Benjamin Reichen, Kajsa Ståhl és Maki Suzuki. Loaëc és Kuroki - akik szeretik a zenét és a divatot - ötlete volt egy cég mindkét területen. Japánban, egy utazás során merült fel először a gondolat, ott ugyanis sok ember szereti mindkettőt, és nem félnek kombinálni őket. A cég alapítása előtt Loaëc Daft Punk mellett dolgozott a Roulé kiadónál.

### A név
A Kitsuné név a japán kitsune szóból származik (きつね, 狐), melynek jelentése róka, ugyanakkor energiára is utál, mely változásra használható. A kitsune különböző arcai képviselik a Kitsuné-t.

## Előadók a kiadónál
Megjegyzés: A lista nem tartalmazza azokat az előadókat, akik dalai csak válogatásokban jelentek meg a kiadónál.
| - Acid Girls - Adam Sky - Alan Braxe - Alex Gopher - Appaloosa - Archigram - DJ Assault - autoKratz - BeatauCue - Beni - Benjamin Theves - Big Face - Bitchee Bitchee Ya Ya Ya - Black Strobe - Bloc Party - Boys Noize - Captain Comatose - Cazals - Chew Lips - Christopher Just & Raphael Just - Classixx - Crystal Fighters - Cut Copy - David E. Sugar - Delphic - Dieter Schmidt - Digitalism - Fantastic Plastic Machine - Fischerspooner - Florrie - Fox N' Wolf | - Fred Falke - DJ Gregory - Guns 'n' Bombs - Hadouken! - HeartsRevolution - Hey Today! - Hot Chip - Housse de Racket - I Scream Ice Cream - Is Tropical - Jence - Jennifer Delano - Joakim - Joe and Will Ask? - Jupiter - Juveniles - Kaos - Khan - Klaxons - La Roux - Lacquer - Le Corps Mince de Françoise - Les Gillettes - Lost Valentinos - Man with Guitar - Marco dos Santos - MAY68 - The Mogs - Palermo Disko Machine - Passions - Phoenix | - Phones - Pin Me Down - Play Paul - Playgroup - Polarsets - Popular Computer - Punks Jump Up - Rex the Dog - Romuald - S'Express - Shakedown - Simian Mobile Disco - Slagsmålsklubben - Streetlife DJs - Ted & Francis - The Teenagers - Thieves Like Us - The Things - Tom Vek - Tomboy - Towa Tei - Two Door Cinema Club - VHS or Beta - Volga Select - The Whip - The Whitest Boy Alive - The World Domination - Years & Years - Yelle - You Love Her Coz She's Dead - Zongamin |

## Diszkográfia

### Stúdióalbumok
- Coming on Strong – Hot Chip (2005)
- Idealism – Digitalism (2007)
- What of Our Future – Cazals (2008)
- Down & Out in Paris & London – autoKratz (2008)
- Animal – autoKratz (2009)
- Tourist History – Two Door Cinema Club (2010)
- Star of Love – Crystal Fighters (2010)
- Native To – Is Tropical (2011)
- Alesia – Housse de Racket (2011)

### Válogatás- és remixalbumok
| - Kitsuné Love (2002) - Kitsuné Midnight (2004) - Kitsuné X (2005) - Kitsuné Maison Compilation (2005) - Kitsuné Maison Compilation 2 (2006) - Kitsuné Maison Compilation 3 (2006) - Kitsuné Maison Compilation 4 (2007) - Kitsuné BoomBox Mixed by Jerry Bouthier (2007) - Kitsuné Maison Compilation 5 (2008) - Gildas & Masaya – Paris (2008) - Kitsuné Tabloid Compiled & Mixed by Digitalism (2008) - Kitsuné Maison Compilation 6 (2008) - Gildas & Masaya – New York (2009) - Kitsuné Remixes Album #1 (2009) - Kitsuné Tabloid by Phoenix (2009) | - Kitsuné Maison Compilation 7 (2009) - Kitsuné Remixes Album #2 (2009) - Kitsuné Maison Compilation 8 (2009) - Gildas & Masaya – Tokyo (2010) - Kitsuné Maison Compilation 9: Petit Bateau Edition (2010) - Kitsuné x Ponystep Mixed by Jerry Bouthier (2010) - Kitsuné Remixes Album #3 (2010) - Kitsuné Maison Compilation 10: The Fireworks Issue (2010) - André & Gildas – Kitsuné Parisien (2011) - Kitsuné Maison Compilation 11: The Indie-Dance Issue (2011) - Gildas Kitsuné Club Night Mix (2011) - Kitsuné Tabloid by The Twelves (2011) - Kitsuné Maison Compilation 12: The Good Fun Issue (2011) - Gildas Kitsuné Club Night Mix #2 (2011) |